# Summer Sanitarium Tour 2003
Summer Sanitarium Tour 2003 è un tour del gruppo musicale statunitense Metallica, sostenuto nel 2003 in parte per promuovere il loro ottavo album in studio, St. Anger (uscito nello stesso anno).
La prima tappa si ebbe in 13 festival per l'Europa Occidentale, a giugno. La seconda ebbe luogo in 20 concerti negli Stati Uniti e in Canada, tra luglio ed agosto. Al tour parteciparono anche Linkin Park, Limp Bizkit, Deftones e Mudvayne.
Durante la tappa a Chicago, i Limp Bizkit furono presi in giro fuori dello stage. Il cantante Fred Durst fu colpito ai genitali da un limone, gettato da uno degli spettatori. Dopo una serie di lanci di bottiglie, i Bizkit si ritirarono. A Washington, al FedEx Field, i Limp Bizkit furono invece caldamente accolti dal pubblico.
Il tour fu anche sostenuto a Dublino, da Linkin Park, Metallica e dal gruppo inglese The Darkness. I Linkin Park registrarono i due concerti tenuti a Houston e a Dallas nell'album dal vivo Live in Texas e nell'EP Underground 3.
Secondo la rivista Rolling Stone, il Summer Sanitarium Tour 2003 ha incassato 50 milioni di dollari in vendite di biglietti.